# バルト・フィン人
バルト・フィン人（バルト・フィンじん、バルト海フィンランド人（The Baltic Finnic）、バルト・フィンランド人（Balto-Finnic peoples）, also referred to as the Baltic Sea Finns, Baltic Finns, sometimes 、西フィンランド人（Western Finnic） または単にフィンランド人（the Finnic peoples）とも呼ばれる）、バルト・フィンランド人は、北ヨーロッパと東ヨーロッパのバルト海沿岸に住むフィンランド語を話す民族である。

## 解説
フィンランド人、エストニア人（ヴォーロス人、セトス人を含む）、カレリア人（ルデス人、リヴヴィ人を含む）、ヴェプス人、イゾル人、ヴォーツ人、リヴォニア人が含まれる。クヴェンス人、イングリ人、トルネダリ人、メーンキエリ語を話す人々はフィンランド人とは別個の民族とみなされることもある。
フィンランド人の大部分（98％以上）はフィンランド人とエストニア人であり、フィンランドとエストニアという2つの独立したフィンランド民族国家に居住している。
フィンランド民族は隣国のスウェーデン、ノルウェー、特にロシアでも重要な少数民族である。

## 起源
比較言語学を主な根拠とする「移動説」によれば、原フィンランド人は紀元前1000年頃にシベリア北西部かロシア西部のどこかの古代の故郷からバルト海沿岸に移動し、その時点でフィンランド人とエストニア人は分離したとされている。1980年以降、系図学、頭蓋計測学、考古学に基づき、この移動説は疑問視されている。最近では、若い世代の言語学者の間で、考古学、遺伝子、頭蓋計測のデータでは先史時代の言語の証拠は得られないと考えられており、修正版の「移動説」が新たな支持を得ている。
過去30年の間に、身体人類学、頭蓋計測分析、ミトコンドリアとY染色体DNAの頻度などの科学的研究によって、従来の学説であった3000年前の西方への大移動という「移動説」の可能性は低いと考えられている。定住継続説は、少なくともフィンランド人の遺伝的祖先は、ヨーロッパの最も古い先住民の一人であったと主張する学者もいる。